# السريعي (المضاربة والعارة)

تعديل مصدري - تعديل

السريعـي هي إحدى قرى عزلة المضاربة بمديرية المضاربة والعارة التابعة لمحافظة لحج، بلغ تعداد سكانها 106 نسمة حسب تعداد اليمن لعام 2004.